# Kettel
Kettel es Reimer Eising (nacido 1982), un productor de IDM holandés. Es conocido por la creación de melodías juguetonas y espontáneas, así como por sus sonidos de folk orgánico que le emparentan con algunas piezas de la electrónico de autores como Aphex Twin, Jega o Plaid.
Kettel toca con cierta frecuencia en directo en su país de origen, Holanda, incluyendo el festival Virus de Eindhoven, el Dutch Electronic Arts Festival en Róterdam y los festivales Eurosonic y Noorderzon en su ciudad natal Groningen. 
Es uno de los creadors y encargados del sello Sending Orbs.

## Discografía

### EP
- 2001 Atomic Tadley / APM, Planet Mu
- 2001 Brother Max, Mouthmoth
- 2001 Kettel / Setzer Split, Civik Records
- 2001 Red Pear, Neo Ouija
- 2002 Cenny, DUB
- 2002 Tadley Management, Planet Mu
- 2002 Cuddle And Then Leave, DUB
- 2003 Look At This! Ha! Ha! Ha!, Kracfive
- 2003 Split LP Series #2, Narrominded
- 2005 Making Gentle Love To Famous Ladies, Clone Records
- 2007 Perspeeks (con Secede), Merck Records

### Álbumes
- 2001 Dreim, Kracfive
- 2002 Cenny Crush, DUB
- 2002 Smiling Little Cow, Neo Ouija
- 2003 Look At This! Ha! Ha! Ha!, Kracfive
- 2004 Volleyed Iron, U-Cover
- 2005 Through Friendly Waters, Sending Orbs
- 2006 My Dogan, Sending Orbs
- 2007 Whisper Me Wishes, DUB
- 2008 Myam James Part 1, Sending Orbs
- 2009 Myam James 2, Sending Orbs